# Neochodaeus striatus
Neochodaeus striatus là một loài bọ cánh cứng trong họ Ochodaeidae. Loài này được LeConte miêu tả khoa học đầu tiên năm 1854.